# Bathyraja notoroensis
Bathyraja notoroensis — вид хрящевых рыб рода глубоководных скатов семейства Arhynchobatidae отряда скатообразных. Обитают в умеренных водах северо-западной части Тихого океана. Встречаются на глубине до 600 м. Их крупные, уплощённые грудные плавники образуют округлый диск со треугольным рылом. Максимальная зарегистрированная длина 59 см. Откладывают яйца. Не представляют интереса для коммерческого промысла.

## Таксономия
Впервые вид был научно описан в 1977 году. Вид назван по географическому месту обитания. Голотип представляет собой взрослого самца с диском шириной 58,2 см, пойманного у мыса Ноторо (44°00′ с. ш. 144°30′ в. д.) на глубине 600 м. Паратипы: взрослые самцы с диском шириной 54,6—62,3 см, взрослая самка с диском шириной 59 см, пойманные там же и неполовозрелый самец с диском шириной 54,5 см, найденный на рыбном рынке Аккеси. Некоторые источники рассматривают Bathyraja notoroensis как младший синоним ската Мацубары.

## Ареал
Эти скаты обитают в умеренных водах северо-западной части Тихого океана в водах Охотского, Японии (Хокайдо) и  России (Курильские острова). Встречаются на глубине до 600 м.

## Описание
Широкие и плоские грудные плавники этих скатов образуют ромбический диск с широким треугольным рылом и закруглёнными краями.  На вентральной стороне диска расположены 5 жаберных щелей, ноздри и рот. На хвосте имеются латеральные складки. У этих скатов 2 редуцированных спинных плавника и редуцированный хвостовой плавник. Рыло короткое, мягкое и широкое. Межглазничное пространство широкое и плоское. Спинные плавники примерно одинаково размера расположены близко друг к другу. Дорсальная поверхность диска покрыта мелкими шипиками и крупными колючками. Центральная область грудных плавников, кончик рыла и передний край лопастей брюшных плавников голые. Вентральная поверхность гладкая. Окраска дорсальной поверхности диска серо-коричневого цвета.Вентральная сторона диска окрашена светлее. Области перед ртом, позади жаберных щелей, вокруг клоаки, дистальная часть передних краёв лопастей брюшных плавников  и чувствительные поры беловатые. Птеригоподии у самцов укороченные, с закруглённым кончиком. Лопаточные колючки и шип между спинными плавниками отсутствуют. Вдоль диска от лопаточной области до первого спинного плавника пролегает срединный ряд шипов с разрывом в центральной части туловища. Максимальная зарегистрированная длина 59 см.    

## Биология
Эмбрионы питаются исключительно желтком. Эти скаты откладывают яйца, заключённые в роговую капсулу с твёрдыми «рожками» на концах. 

## Взаимодействие с человеком
Эти скаты не являются объектом целевого лова.